# Миллер, Джордж Трамбулл
Джордж Т. Миллер (англ. George T. Miller, 28 ноября 1943, Эдинбург — 17 февраля 2023 или 18 февраля 2023, Мельбурн) — австралийский кинорежиссёр. Международную известность получил с фильмом «Парень со Снежной реки», снятым по мотивам одноимённой баллады Эндрю Патерсона с Кирком Дугласом в главной роли. Фильм завоевал приз зрительских симпатий Монреальского кинофестиваля 1982 года. Работал в жанре семейного кино («Бесконечная история II», «Зевс и Роксана»), снял ряд телесериалов.

## Имя в титрах
Из-за знаменитого тёзки, также австралийского режиссёра, создателя фильма «Безумный Макс» и его продолжений, нередко возникает опасность путаницы. Поэтому, например, к анонсам его фильма 2009 года «Добыча» можно встретить уточнения типа «Джордж Миллер (не ТОТ Джордж Миллер, имейте в виду…)». Полное имя режиссёра Джордж Трамбулл Миллер (George Trumbull Miller), поэтому порой можно встретить уточнение с инициалом среднего имени: George T. Miller.

## Биография
Родился в 1943 году в Шотландии, но ещё в его раннем детстве семья переехала в Австралию и поселилась в Гипсленде недалеко от Мельбурна. Карьеру начал в 1966 на телевидении, работая в «Crawford Productions». Вспоминая позднее о начальном этапе карьеры, Миллер писал: «Они научат вас всему: бросят сразу на глубину и посмотрят, утонете или выплывете. Я был из тех, что выплыли — такой тренинг вы ныне нигде не получите».
Международную известность получил с фильмом «Парень со Снежной реки», снятым по мотивам баллады Эндрю Патерсона с Кирком Дугласом в главной роли. Фильм завоевал приз зрительских симпатий Монреальского кинофестиваля 1982 года.
Скончался 18 февраля 2023 года от сердечного приступа.

## Режиссёрская фильмография без телесериалов
- Против ветра / Against the Wind (1978)
- Последний изгой / The Last Outlaw (1980)
- Парень со Снежной реки[англ.] / The Man from Snowy River (1982)
- Авиатор[англ.] / The Aviator (1985)
- Армейский корпус / Anzacs (1986)
- Горный смотритель / Cool Change (1986)
- Ле Паттерсон спасает мир[англ.] / Les Patterson Saves the World (1987)
- Рождественский гость / Bushfire Moon (1987)
- Далёкая страна / The Far Country (1988)
- Опустошённые земли 2005 / Badlands 2005 (1988)
- Спунер / Spooner (1989)
- Бесконечная история 2 / The Neverending Story II: The Next Chapter (1990)
- Мама к Рождеству / A Mom for Christmas (1990)
- В канун Рождества / In the Nick of Time (1991)
- Выше холма / Over the Hill (1991)
- Замороженные вклады / Frozen Assets (1992)
- Аморальное поведение / Gross Misconduct (1993)
- Андре / Andre (1994)
- Великий побег слонов / The Great Elephant Escape (1995)
- Серебряный берег / Silver Strand (1997)
- Зевс и Роксана / Zeus and Roxanne (1997)
- Цунами: нет выхода / Tidal Wave: No Escape (1997)
- Робинзон Крузо / Robinson Crusoe (1997, совместно с Родом Харди)
- В конуре / In the Doghouse (1998)
- Остров страха / Tribe (1999)
- Путешествие к центру Земли / Journey to the Center of the Earth (1999)
- Киберпёс / Cybermutt (2003)
- Нападение саблезубых / Attack of the Sabretooth (2005)